# Turritopsis polycirrha
Turritopsis polycirrha ist eine Hydrozoen-Art aus der Gattung Turritopsis in der Familie der Oceaniidae. Wie auch andere Arten der Gattung Turritopsis wurde sie früher mit Turritopsis nutricula synonymisiert.

## Merkmale
Über das Polypenstadium in der Natur ist nur sehr wenig bekannt. Wahrscheinlich bildet Turritopsis polycirrha stolonisierte oder nur wenig verzweigte Hydroiden-Kolonien. Die roten Polypenköpfchen (Hydranthen) haben verstreut angeordnete, fadenförmige Tentakel.
Die Meduse von Turritopsis polycirrha ist typisch für die Arten der Gattung Turritopsis und erreicht bei adulten Exemplaren eine Höhe und einen Durchmesser von 4 bis Millimeter. Der obere Schirmrand ist rundlich. Am Rand des Schirms befinden sich 90 Tentakel, deren Spitzen nicht verdickt sind. Die Radialkanäle sind breit. Der Magen und die Gonaden sind leuchtend rot bis dunkel karmesinrot.
Turritopsis Medusen von Neuseeland, bis vor kurzem ebenfalls Turritopsis nutricula zugerechnet, scheinen ununterscheidbar von Turritopsis polycirrha. Beide sind morphologisch und in der Farbe gleich und können damit von Turritopsis nutricula unterschieden werden.

## Verbreitung
Turritopsis polycirrha ist im Ärmelkanal, um Großbritannien bis in den Norden zum Firth of Forth im Osten und bis zum Bristolkanal im Westen, in den südlichen Teilen der Nordsee und manchmal nach Osten bis Helgoland verbreitet. Die Typlokalität ist Saint-Vaast in der französischen Region Normandie.

## Lebensweise
Turritopsis polycirrha ist eine neritische Art. Medusen zeigen sich in den Herbst- und Wintermonaten, gelegentlich bis April und sind im September und Oktober am häufigsten. Entlang der Küsten der Niederlande fand Van der Baan (1980) die Art nur im Dezember und Januar. Nach Kramp (1930) werden die Medusen während Juni oder Juli von den Hydroiden freigesetzt, Teissier (1965) gibt den August an. Medusen in der Nordsee stammen wohl ursprünglich aus dem Ärmelkanal (Russell 1953, Edwards 1968).